# Фрањо Крајцар
Фрањо Крајцар (1914—1994) је југословенски атлетски репрезентативац и олимпијац у маратону Такмичио се у периоду пред почетак и по завршетку Другог светског рата од 1936. до 1953. године. До рата био је члан загребачке Конкордије, а после АК Динама такође из Загреба.
Два пута је био првак Југославије 1938. и 1952. године. 
Био је најстарији (38 год) члан деветнаесточлане атлетске репрезентацији Југославије на Летњим олимпијским играма 1952. у Хелсинкију, где није завршио маратонску трку. 